# Hamataliwa dimidiata
Hamataliwa dimidiata is een spinnensoort uit de familie van de lynxspinnen (Oxyopidae).
De wetenschappelijke naam van de soort werd in 1948 als Oxyopeidon dimidiatum gepubliceerd door Benedicto Abílio Monteiro Soares & Hélio Ferraz de Almeida Camargo.